# Upper Staircase
Upper Staircase (englisch für Obere Treppe) stellt den oberen östlichen Abschnitt des Skelton-Gletschers im ostantarktischen Viktorialand dar. Dieser Abschnitt liegt unmittelbar nördlich des Firnfelds The Landing und geht in das Skelton-Firnfeld über.
Kartiert und benannt wurde er 1957 von der neuseeländischen Mannschaft der Commonwealth Trans-Antarctic Expedition (1955–1958). Der Gletscherabschnitt war während dieser Forschungsreise beim Marsch zum geographischen Südpol eine Etappe für den Aufstieg zum Polarplateau.